# Heggeli Station
Heggeli Station (Heggeli stasjon) var en metrostation på Røabanen på T-banen i Oslo. 
Stationen lå mellem Borgen og Smestad og blev åbnet 17. november 1912. Ved stationen krydsede Heggeliveien både sporene og Sørkedalsveien (på den tid omfattede Heggeliveien også den nedre del af Heggelibakken).
Efter at Røabanen blev opgraderet til metrostandard, blev stationen nedlagt 18. maj 1995.
59°56′08″N 10°41′26″Ø / 59.93561°N 10.69069°Ø